# Singa (geslacht)
Singa is een geslacht van spinnen uit de  familie van de wielwebspinnen (Araneidae).

## Soorten
- Singa albobivittata Caporiacco, 1947
- Singa albodorsata Kauri, 1950
- Singa alpigena Yin, Wang & Li, 1983
- Singa alpigenoides Song & Zhu, 1992
- Singa ammophila Levy, 2007
- Singa aussereri Thorell, 1873
- Singa bifasciata Schenkel, 1936
- Singa chota Tikader, 1970
- Singa concinna Karsch, 1884
- Singa cruciformis Yin, Peng & Wang, 1994
- Singa cyanea (Worley, 1928)
- Singa eugeni Levi, 1972
- Singa haddooensis Tikader, 1977
- Singa hamata (Clerck, 1757) – bonte pyjamaspin
  - Singa hamata melanocephala C. L. Koch, 1836
- Singa hilira Barrion & Litsinger, 1995
- Singa kansuensis Schenkel, 1936
- Singa keyserlingi McCook, 1894
- Singa lawrencei (Lessert, 1930)
- Singa leucoplagiata (Simon, 1899)
- Singa lucina (Audouin, 1826)
  - Singa lucina eburnea (Simon, 1929)
- Singa myrrhea (Simon, 1895)
- Singa neta (O. P.-Cambridge, 1872)
- Singa nitidula C. L. Koch, 1844 – beekpyjamaspin
- Singa perpolita (Thorell, 1892)
- Singa semiatra L. Koch, 1867
- Singa simoniana Costa, 1885
- Singa theodori (Thorell, 1894)